# 森田剛史
森田 剛史（もりた たけし、1971年8月19日 - ）は、佐賀県佐賀市出身の高校野球指導者。佐賀県立佐賀商業高校商業科教諭、硬式野球部監督。

## 経歴
高校時代は佐賀商業高校でプレー。高校2年の夏と3年春夏には甲子園大会に出場した。小学校からのチームメイトで幼なじみには香田誉士史（のち駒大）がいた。
1990年、東都大学野球の亜細亜大学に進学し硬式野球部所属。主に4番二塁手として活躍。1年春の全日本大学野球選手権では4年生エース小池秀郎の活躍により決勝で東北福祉大学を2-1で下し優勝。この試合で1年森田は5番打者、二塁手で出場した。1991年、大学3年秋のリーグ戦ではサイクル安打も達成。ストナイン3回。1年下に入来祐作投手、沖原佳典らがいた。
1994年に大学卒業後、社会人野球の日本石油に入社。スポニチ大会や都市対抗野球大会では優勝経験もある。
27歳で選手を引退後、高校野球の指導者になるため教員採用試験を4回受けて合格した。
母校の佐賀商業高校に配属されコーチや監督を歴任。
2010年春からは甲子園経験のない神埼清明高校に異動。当時の神埼清明高校は部員の謹慎者が5人、練習後のグラウンド整備が行われないなど荒れていたが立て直し2年後には九州大会へ出場できるまで成長させた。
2013年、再び佐賀商業高校へ異動となり監督へ就任した。2018年、夏の甲子園に出場。